# Dorami, Ai-ai-ai i la banda Calavera
Dorami-chan: Arara shounen sanzoku-dan!! (ドラミちゃん アララ少年山賊団!) és un curtmetratge d'animació del 1991, protagonitzat per Dorami, personatge de la sèrie manga i anime Doraemon. Dirigit per Keiichi Hara, el curt s'ha emés per À Punt amb el títol Dorami, Ai-ai-ai i la banda de la Calavera.

## Trama
Sewashi, que vol saber més sobre els seus avantpassats, envia a Dorami al passat juntament amb el simpàtic robot Arara. El gat robot descobrirà, però, que tant Nobihe (l'avantpassat de Nobita) com els seus amics Shizukin (l'ancestre de Shizuka), Takesho (l'ancestre de Gegant) i Sunemaru (l'ancestre de Suneo) estan farts de la vida al poble i la pobresa (excepte en el cas de Suneo, que ja vivia còmodament), i van decidir viure noves aventures convertint-se en bandolers. Al final, amb l'ajuda de Dorami, podran ajudar a la gent del seu poble i treure'ls de la miserable situació en què es trobaven, per després tornar a estar amb les seues famílies.

## Tema musical
| Posició         | Títol             | Autor         |
| --------------- | ----------------- | ------------- |
| Tema d'obertura | Hola! Dorami-Chan | Yamano Satako |

## Distribució
El curtmetratge es va projectar als cinemes japonesos el 9 de març de 1991, juntament amb Doraemon - La pel·lícula: Les mil i una nits. Va recaptar més de mil milions de iens.
El títol internacional del curtmetratge és Wow, The Kid Gang of Bandits.